# Martin Scorsese
Martin Charles Scorsese (n. 17 noiembrie 1942, Queens, New York City) este un regizor de film, scriitor și producător de film american, fondator al World Cinema Foundation. A câștigat Premiul AFI pentru întreaga carieră, Premiul Oscar, Palme d'Or, Premiul Cannes pentru cel mai bun regizor, Leul de Argint, Premiul Grammy, premii Emmy, Globuri de Aur, premii BAFTA și Premiul Asociației regizorilor americani. De origine italiană, Scorsese este de asemenea și cetățean italian.

## Biografie
Este născut din părinți italo-americani, în Long Island și crescut în Lower East Side. În 1956 intră la seminar, apoi a studiat la Universitatea de Film din New York. În 1969 obține un Masterat în regie de film la Universitatea din New York. În 1970 îi cunoaște pe Francis Ford Coppola, Brian De Palma și Steven Spielberg, cu care s-a asociat mișcării Noului Hollywood. Tot în această perioadă se împrietenește cu Robert de Niro, cel care va juca în peliculele lui cele mai cunoscute. 

Preocuparea lui Scorsese pentru identitatea culturală a fost determinantă ca reușita sa ca regizor și a generat filme clasice precum Taurul furios (Raging Bull) și Băieți buni (Goodfellas). Practică deopotrivă ficțiunea și documentarul, abordează într-o formă nouă genurile hollywoodiene clasice, impune un tip de poveste cinematografică discursivă presărată cu referiri la secvențe și filme marcante ale istoriei cinematografului. Personajele sale, în general oameni obișnuiți, dar nelipsiți de pitoresc, urmăresc cu obstinare o singură idee, un scop unic și, prin aceasta sunt sortite unei potențiale autodistrugeri. Tema predilectă este mecanismul violenței care domină întreaga viață a Americii citadine contemporane.

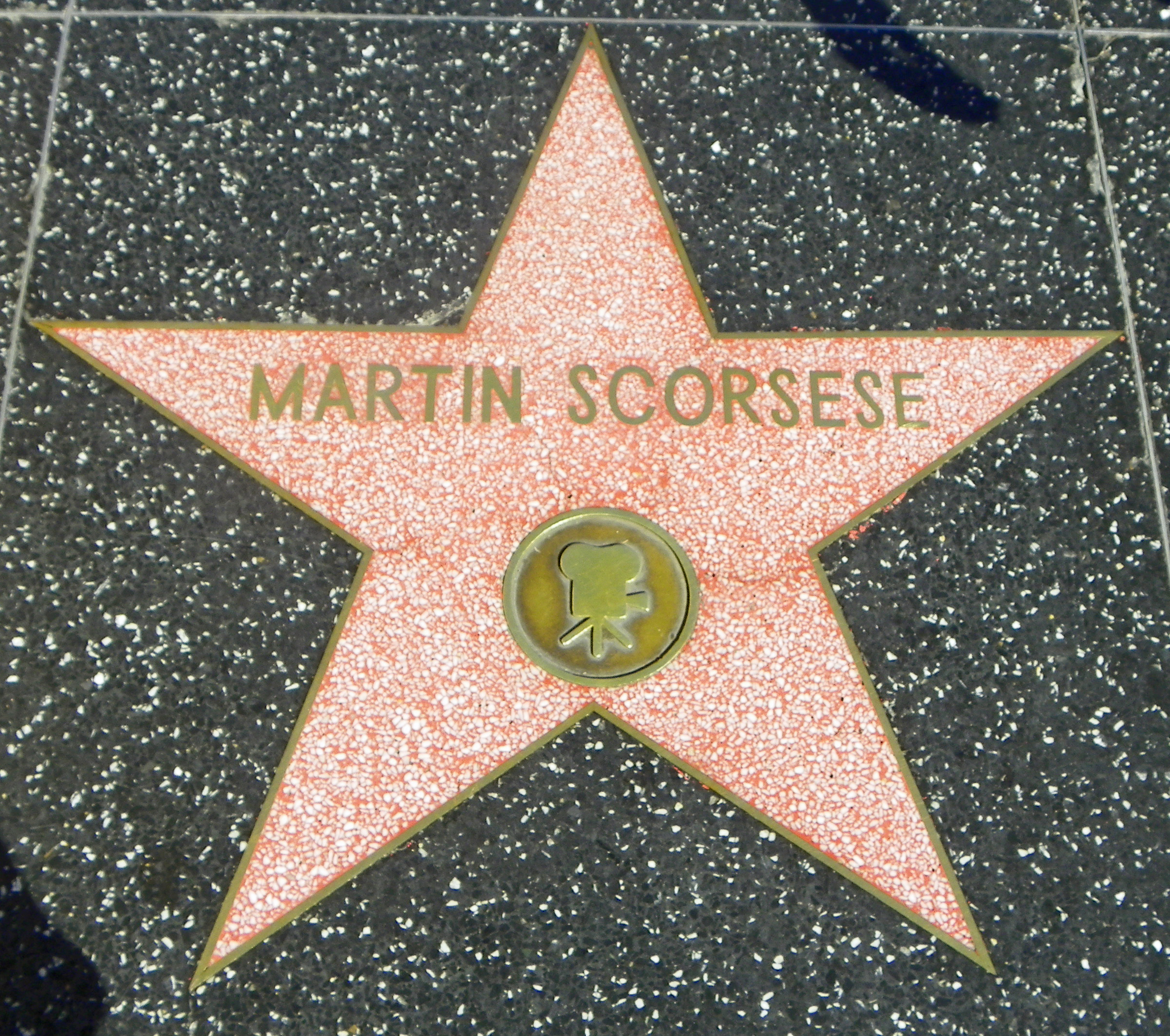
Steaua lui Scorsese pe Hollywood Walk of Fame

## Colaborări frecvente
| Actor/Actriță               | Who's That Knocking at My Door (1968) | Boxcar Bertha (1972) | Mean Streets (1973) | Alice Doesn't Live Here Anymore (1974) | Taxi Driver (1976) | New York, New York (1977) | Raging Bull (1980) | The King of Comedy (1983) | After Hours (1985) | The Color of Money (1986) | The Last Temptation of Christ (1988) | Goodfellas (1990) | Cape Fear (1991) | The Age of Innocence (1993) | Casino (1995) | Gangs of New York (2002) | The Aviator (2004) | The Departed (2006) | Shutter Island (2010) | Hugo (2011) | The Wolf of Wall Street (2013) |
| --------------------------- | ------------------------------------- | -------------------- | ------------------- | -------------------------------------- | ------------------ | ------------------------- | ------------------ | ------------------------- | ------------------ | ------------------------- | ------------------------------------ | ----------------- | ---------------- | --------------------------- | ------------- | ------------------------ | ------------------ | ------------------- | --------------------- | ----------- | ------------------------------ |
| Diahnne Abbott              |                                       |                      |                     |                                        | N                  | N                         |                    | N                         |                    |                           |                                      |                   |                  |                             |               |                          |                    |                     |                       |             |                                |
| Frank Adonis                |                                       |                      |                     |                                        |                    |                           | N                  |                           |                    |                           |                                      | N                 |                  |                             | N             |                          |                    |                     |                       |             |                                |
| Victor Argo                 |                                       | N                    | N                   |                                        | N                  |                           |                    |                           | N                  |                           | N                                    |                   |                  |                             |               |                          |                    |                     |                       |             |                                |
| Alec Baldwin                |                                       |                      |                     |                                        |                    |                           |                    |                           |                    |                           |                                      |                   |                  |                             |               |                          | N                  | N                   |                       |             |                                |
| Peter Berling               |                                       |                      |                     |                                        |                    |                           |                    |                           |                    |                           | N                                    |                   |                  |                             |               | N                        |                    |                     |                       |             |                                |
| Verna Bloom                 |                                       |                      |                     |                                        |                    |                           |                    |                           | N                  |                           | N                                    |                   |                  |                             |               |                          |                    |                     |                       |             |                                |
| David Carradine             |                                       | N                    | N                   |                                        |                    |                           |                    |                           |                    |                           |                                      |                   |                  |                             |               |                          |                    |                     |                       |             |                                |
| Willem Dafoe                |                                       |                      |                     |                                        |                    |                           |                    |                           |                    |                           | N                                    |                   |                  |                             |               |                          | N                  |                     |                       |             |                                |
| Daniel Day-Lewis            |                                       |                      |                     |                                        |                    |                           |                    |                           |                    |                           |                                      |                   |                  | N                           |               | N                        |                    |                     |                       |             |                                |
| Robert De Niro              |                                       |                      | N                   |                                        | N                  | N                         | N                  | N                         |                    |                           |                                      | N                 | N                |                             | N             |                          |                    |                     |                       |             |                                |
| Leonardo DiCaprio           |                                       |                      |                     |                                        |                    |                           |                    |                           |                    |                           |                                      |                   |                  |                             |               | N                        | N                  | N                   | N                     |             | No                             |
| Illeana Douglas             |                                       |                      |                     |                                        |                    |                           |                    |                           |                    |                           | N                                    | N                 | N                |                             |               |                          |                    |                     |                       |             |                                |
| Jodie Foster                |                                       |                      |                     | N                                      | N                  |                           |                    |                           |                    |                           |                                      |                   |                  |                             |               |                          |                    |                     |                       |             |                                |
| Paul Herman                 |                                       |                      |                     |                                        |                    |                           |                    |                           |                    |                           | N                                    | N                 |                  |                             | N             |                          |                    |                     |                       |             |                                |
| Barbara Hershey             |                                       | N                    |                     |                                        |                    |                           |                    |                           |                    |                           | N                                    |                   |                  |                             |               |                          |                    |                     |                       |             |                                |
| Harvey Keitel               | N                                     |                      | N                   | N                                      | N                  |                           |                    |                           |                    |                           | N                                    |                   |                  |                             |               |                          |                    |                     |                       |             |                                |
| Ben Kingsley                |                                       |                      |                     |                                        |                    |                           |                    |                           |                    |                           |                                      |                   |                  |                             |               |                          |                    |                     | N                     | N           |                                |
| Jude Law                    |                                       |                      |                     |                                        |                    |                           |                    |                           |                    |                           |                                      |                   |                  |                             |               |                          | N                  |                     |                       | N           |                                |
| J.C. MacKenzie              |                                       |                      |                     |                                        |                    |                           |                    |                           |                    |                           |                                      |                   |                  |                             |               |                          | N                  | N                   |                       |             | No                             |
| George Memmoli              |                                       |                      | N                   |                                        |                    | N                         |                    |                           |                    |                           |                                      |                   |                  |                             |               |                          |                    |                     |                       |             |                                |
| Dick Miller                 |                                       |                      |                     |                                        |                    | N                         |                    |                           | N                  |                           |                                      |                   |                  |                             |               |                          |                    |                     |                       |             |                                |
| Murray Moston               |                                       |                      | N                   | N                                      | N                  | N                         |                    |                           | N                  |                           |                                      |                   |                  |                             |               |                          |                    |                     |                       |             |                                |
| Emily Mortimer              |                                       |                      |                     |                                        |                    |                           |                    |                           |                    |                           |                                      |                   |                  |                             |               |                          |                    |                     | N                     | N           |                                |
| Harry Northup               | N                                     | N                    | N                   | N                                      | N                  | N                         |                    |                           |                    |                           |                                      |                   |                  |                             |               |                          |                    |                     |                       |             |                                |
| Joe Pesci                   |                                       |                      |                     |                                        |                    |                           | N                  |                           |                    |                           |                                      | N                 |                  |                             | N             |                          |                    |                     |                       |             |                                |
| Barry Primus                |                                       | N                    |                     |                                        |                    | N                         |                    |                           |                    |                           |                                      |                   |                  |                             |               |                          |                    |                     |                       |             |                                |
| John C. Reilly              |                                       |                      |                     |                                        |                    |                           |                    |                           |                    |                           |                                      |                   |                  |                             |               | N                        | N                  |                     |                       |             |                                |
| Catherine Scorsese (mother) | N                                     |                      | N                   |                                        |                    |                           |                    | N                         |                    |                           |                                      | N                 | N                | N                           | N             |                          |                    |                     |                       |             |                                |
| Charles Scorsese (father)   |                                       |                      |                     |                                        |                    |                           | N                  | N                         | N                  | N                         |                                      | N                 | N                | N                           |               |                          |                    |                     |                       |             |                                |
| Frank Sivero                |                                       |                      |                     |                                        |                    | N                         |                    |                           |                    |                           |                                      | N                 |                  |                             |               |                          | N                  |                     |                       |             |                                |
| John Turturro               |                                       |                      |                     |                                        |                    |                           | N                  |                           |                    | N                         |                                      |                   |                  |                             |               |                          |                    |                     |                       |             |                                |
| Frank Vincent               |                                       |                      |                     |                                        |                    |                           | N                  |                           |                    |                           |                                      | N                 |                  |                             | N             |                          |                    |                     |                       |             |                                |
| Ray Winstone                |                                       |                      |                     |                                        |                    |                           |                    |                           |                    |                           |                                      |                   |                  |                             |               |                          |                    | N                   |                       | N           |                                |

## Filmografie

### Filme artistice
| An   | Titlu                            | Contribuție                    | Note | Rotten Tomatoes |
| ---- | -------------------------------- | ------------------------------ | --- | --------------- |
| 1967 | Who's That Knocking at My Door   | Regizor/Scenarist              | | 69%             |
| 1972 | Boxcar Bertha                    | Regizor/Scenarist (necreditat) | | 45%             |
| 1973 | Mean Streets                     | Regizor/Scenarist/Producător   | Nominalizare – Writers Guild of America Award for Best Original Screenplay | 98%             |
| 1974 | Alice Doesn't Live Here Anymore  | Regizor                        | Nominalizare – BAFTA Award for Best Direction Nominalizare – Golden Palm | 95%             |
| 1976 | Taxi Driver                      | Regizor/Actor (necreditat)     | Blue Ribbon Awards Best Foreign Film Golden Palm Hochi Film Award Best Foreign Film Kinema Junpo Awards Best Foreign Language Director National Society of Film Critics Award for Best Director Nominalizare – BAFTA Award for Best Direction Nominalizare – Directors Guild of America Award for Outstanding Directing – Feature Film | 98%             |
| 1977 | New York, New York               | Regizor                        | | 67%             |
| 1980 | Raging Bull                      | Regizor/Scenarist (necreditat) | Guild of German Art House Cinemas Foreign Film (Ausländischer Film) National Society of Film Critics Award for Best Director Nominalizare – Academy Award for Best Director Nominalizare – Directors Guild of America Award for Outstanding Directing – Feature Film Nominalizare – Golden Globe Award for Best Director | 98%             |
| 1983 | The King of Comedy               | Regizor                        | Nominalizare – BAFTA Award for Best Direction Nominalizare – Golden Palm | 93%             |
| 1985 | After Hours                      | Regizor/Scenarist (necreditat) | Best Director Award (Cannes Film Festival) Independent Spirit Award for Best Director Nominalizare – Golden Palm Nominalizare – César Award for Best Foreign Film | 89%             |
| 1986 | The Color of Money               | Regizor                        | | 92%             |
| 1988 | The Last Temptation of Christ    | Regizor/Scenarist (necreditat) | Venice Film Festival Filmcritica "Bastone Bianco" Award Nominalizare – Academy Award for Best Director Nominalizare – Golden Lion – Venice Film Festival | 83%             |
| 1990 | Goodfellas                       | Regizor/Producător/Scenarist   | BAFTA Award for Best Film BAFTA Award for Best Direction BAFTA Award for Best Adapted Screenplay Bodil Award for Best Non-European Film Boston Society of Film Critics Award for Best Director Boston Society of Film Critics Award for Best Film Chicago Film Critics Association Award for Best Director Chicago Film Critics Association Award for Best Screenplay Fotogramas de Plata Best Foreign Film Kansas City Film Critics Circle Award for Best Film Kansas City Film Critics Circle Award for Best Director Los Angeles Film Critics Association Award for Best Director National Society of Film Critics Award for Best Director New York Film Critics Circle Award for Best Director Silver Lion Venice Film Festival Audience Award Venice Film Festival Filmcritica "Bastone Bianco" Award Nominalizare – Academy Award for Best Picture Nominalizare – Academy Award for Best Director Nominalizare – Academy Award for Best Writing (Adapted Screenplay) Nominalizare – César Award for Best Foreign Film Nominalizare – Directors Guild of America Award for Outstanding Directing – Feature Film Nominalizare – Golden Globe Award for Best Director Nominalizare – Golden Globe Award for Best Screenplay Nominalizare – Writers Guild of America Award for Best Adapted Screenplay | 97%             |
| 1991 | Cape Fear                        | Regizor                        | Nominalizare – Golden Bear at the 42nd Berlin International Film Festival. Nominalizare – Chicago Film Critics Association Award for Best Director | 76%             |
| 1993 | The Age of Innocence (1993 film) | Regizor/Scenarist              | Bodil Award for Best Non-European Film Fotogramas de Plata Best Foreign Film National Board of Review Award for Best Director Venice Film Festival Audience Award Nominalizare – Academy Award for Best Writing (Adapted Screenplay) Nominalizare – Directors Guild of America Award for Outstanding Directing – Feature Film Nominalizare – Golden Globe Award for Best Director Nominalizare – USC Scripter Award Best Screenplay | 80%             |
| 1995 | Casino                           | Regizor/Scenarist              | Nominalizare – Chicago Film Critics Association Award for Best Director Nominalizare – Golden Globe Award for Best Director | 80%             |
| 1997 | Kundun                           | Regizor                        | Nominalizare – Australian Film Institute Award for Best Foreign Language Film | 76%             |
| 1999 | Bringing Out the Dead            | Regizor                        | Courmayeur Noir Film Festival Jury Prize | 71%             |
| 2002 | Gangs of New York                | Regizor                        | Florida Film Critics Circle Award for Best Director Golden Globe Award for Best Director Italian Online Movie Award for Best Director Southeastern Film Critics Association Award for Best Director Nominalizare – Academy Award for Best Director Nominalizare – BAFTA Award for Best Direction Nominalizare – Broadcast Film Critics Association Award for Best Director Nominalizare – César Award for Best Foreign Film Nominalizare – Chicago Film Critics Association Award for Best Director Nominalizare – Directors Guild of America Award for Outstanding Directing – Feature Film Nominalizare – Online Film Critics Society Award for Best Director Nominalizare – Nastro d’Argento Best Foreign Director | 75%             |
| 2004 | The Aviator                      | Regizor                        | BAFTA Award for Best Film Broadcast Film Critics Association Award for Best Director Dallas-Fort Worth Film Critics Association Award for Best Director Kansas City Film Critics Circle Award for Best Director Las Vegas Film Critics Society Award for Best Director Los Angeles Film Critics Association Award for Best Director London Film Critics Circle Award for Best Director Phoenix Film Critics Society Award for Best Director St. Louis Gateway Film Critics Association Award for Best Director Nominalizare – Academy Award for Best Director Nominalizare – Directors Guild of America Award for Outstanding Directing – Feature Film Nominalizare – Directors Guild of Great Britain Nominalizare – BAFTA Award for Best Direction Nominalizare – Golden Globe Award for Best Director Nominalizare – Chicago Film Critics Association Award for Best Director Nominalizare – Nastro d’Argento Best Foreign Director Nominalizare – Online Film Critics Society Award for Best Director Nominalizare – Satellite Award for Best Director | 87%             |
| 2006 | The Departed                     | Regizor                        | Academy Award for Best Director Boston Society of Film Critics Award for Best Director Broadcast Film Critics Association Award for Best Director Chicago Film Critics Association Award for Best Director Directors Guild of America Award for Outstanding Directing – Feature Film Dallas-Fort Worth Film Critics Association Award for Best Director Florida Film Critics Circle Award for Best Director Golden Globe Award for Best Director Italian Online Movie Award for Best Director Gransito Movie Award Best Director Las Vegas Film Critics Society Award for Best Director London Film Critics Circle Award for Best Director National Board of Review Award for Best Director New York Film Critics Circle Award for Best Director Online Film Critics Society Award for Best Director Phoenix Film Critics Society Award for Best Director Southeastern Film Critics Association Award for Best Director St. Louis Gateway Film Critics Association Award for Best Director Washington D.C. Area Film Critics Association Award for Best Director Nominalizare – BAFTA Award for Best Direction Nominalizare – David di Donatello for Best Foreign Film Nominalizare – Empire Award for Best Director Nominalizare – Gotham Award Best Film Nominalizare – Satellite Award for Best Director | 92%             |
| 2010 | Shutter Island                   | Regizor/Producător             | Nominalizare – Saturn Award for Best Director Nominalizare – Saturn Award for Best Horror Film Nominalizare – Scream Awards for Best Director Nominalizare – Scream Awards for Best Horror Movie | 68%             |
| 2011 | Hugo                             | Regizor/Producător             | National Board of Review Award for Best Director National Board of Review Award for Best Film Golden Globe Award for Best Director Boston Society of Film Critics Award for Best Director Washington D.C. Area Film Critics Association Award for Best Director Southeastern Film Critics Association Award for Best Director Florida Film Critics Circle Award for Best Director North Texas Film Critics Association Award for Best Director Las Vegas Film Critics Society Award for Best Family Film Nominalizare – Academy Award for Best Picture Nominalizare – Academy Award for Best Director Nominalizare – AACTA International Award for Best Film Nominalizare – AACTA International Award for Best Direction Nominalizare – BAFTA Award for Best Direction Nominalizare – Boston Society of Film Critics Award for Best Film Nominalizare – Broadcast Film Critics Association Award for Best Film Nominalizare – Broadcast Film Critics Association Award for Best Director Nominalizare – Chicago Film Critics Association Award for Best Film Nominalizare – Chicago Film Critics Association Award for Best Director Nominalizare – Dallas-Fort Worth Film Critics Association Award for Best Film Nominalizare – Dallas-Fort Worth Film Critics Association Award for Best Director Nominalizare – Detroit Film Critics Society Award for Best Film Nominalizare – Detroit Film Critics Society Award for Best Director Nominalizare – Directors Guild of America Award for Outstanding Directing – Feature Film Nominalizare – Golden Globe Award for Best Motion Picture – Drama Nominalizare – Las Vegas Film Critics Society Award for Best Film Nominalizare – Los Angeles Film Critics Association Award for Best Director Nominalizare – National Society of Film Critics Award for Best Director Nominalizare – New York Film Critics Circle Award for Best Director Nominalizare – New York Film Critics Circle Award for Best Film Nominalizare – Online Film Critics Society Award for Best Picture Nominalizare – Online Film Critics Society Award for Best Director Nominalizare – Phoenix Film Critics Society Award for Best Film Nominalizare – Phoenix Film Critics Society Award for Best Director Nominalizare – Producers Guild of America Nominalizare – San Diego Film Critics Society Award for Best Film Nominalizare – San Diego Film Critics Society Award for Best Director Nominalizare – Satellite Award for Best Director Nominalizare – Satellite Award for Best Film Nominalizare – Saturn Award for Best Fantasy Film Nominalizare – Saturn Award for Best Director Nominalizare – Washington D.C. Area Film Critics Association Award for Best Film | 94%             |
| 2013 | The Family                       | Producător executiv            | | 29%             |
| 2013 | The Wolf of Wall Street          | Regizor/Producător             | Nominalizare – Broadcast Film Critics Association Award for Best Director Nominalizare – Academy Award for Best Picture Nominalizare – Academy Award for Best Director Nominalizare – BAFTA Award for Best Direction Nominalizare – Directors Guild of America Award for Outstanding Directing – Feature Film Pending – David di Donatello for Best Foreign Film | 77%             |
| 2014 | Revenge of the Green Dragons     | Producător executiv            | |                 |
| 2016 | Silence                          | Regizor                        | |                 |
| 2019 | The Irishman                     | Regizor/Producător             | Nominalizare – Academy Award for Best Picture Nominalizare – Academy Award for Best Director | 95%             |

### Filme documentare
| An   | Titlu                                                           | Note |
| ---- | --------------------------------------------------------------- | --- |
| 1970 | Street Scenes                                                   | |
| 1974 | Italianamerican                                                 | |
| 1978 | The Last Waltz                                                  | |
| 1978 | American Boy: A Profile of Steven Prince                        | |
| 1995 | A Personal Journey with Martin Scorsese Through American Movies | |
| 1999 | My Voyage to Italy                                              | Melbourne International Film Festival Best Documentary National Board of Review William K. Everson Film History Award National Society of Film Critics Award Special Award Nominalizare – Satellite Award for Best Documentary Film |
| 2003 | The Blues                                                       | |
| 2005 | No Direction Home: Bob Dylan                                    | Grammy Award for Best Long Form Music Video Nominalizare – Emmy Award for Outstanding Direction for Nonfiction Programming |
| 2008 | Shine a Light                                                   | |
| 2010 | Public Speaking                                                 | Nominalizare – Gotham Independent Film Awards 2010 |
| 2011 | George Harrison: Living in the Material World                   | Critics' Choice Movie Award Best Documentary Nominalizare – BAFTA Award for Best Documentary Primetime Emmy Award for Outstanding Direction for a Nonfiction Program (won)                                                          |
| 2014 | The 50 Year Argument                                            | Co-regizat cu David Tedeschi |

### Filme de scurt metraj
| An   | Titlu                                                     | Note                                       |
| ---- | --------------------------------------------------------- | ------------------------------------------ |
| 1959 | "Vesuvius VI"                                             |                                            |
| 1963 | "What's a Nice Girl Like You Doing in a Place Like This?" |                                            |
| 1964 | "It's Not Just You, Murray!"                              |                                            |
| 1967 | "The Big Shave"                                           | L'Age d'Or – Knokke-le-Zoute Film Festival |
| 1987 | "Bad"                                                     | Videoclip cu Michael Jackson               |
| 1989 | "New York Stories"                                        | Segmentul "Life's Lessons"                 |
| 1990 | "Made in Milan"                                           |                                            |
| 2007 | "The Key to Reserva"                                      |                                            |
| 2012 | "Martin Scorsese Eats a Cookie"                           | Film scurt regizat de George Clooney       |

### Televiziune
| An           | Titlu            | Note |
| ------------ | ---------------- | --- |
| 1986         | Amazing Stories  | Episodul "Mirror, Mirror" |
| 2010–prezent | Boardwalk Empire | Producător executiv, regizor (series premiere) Directors Guild of America Award for Outstanding Directing – Drama Series Primetime Emmy Award for Outstanding Directing for a Drama Series |

### Actor
| An   | Titlu                           | Rol                                         | Note              |
| ---- | ------------------------------- | ------------------------------------------- | ----------------- |
| 1967 | Who's That Knocking at My Door  | Thug #2                                     | Cameo             |
| 1972 | Boxcar Bertha                   | Brothel customer                            | Cameo             |
| 1973 | Mean Streets                    | Jimmy Shorts and Charlie Cappa's narration  | Cameo             |
| 1974 | Alice Doesn't Live Here Anymore | Man in cafeteria                            | Cameo             |
| 1976 | Taxi Driver                     | Passenger in Travis's cab                   | Cameo             |
| 1978 | The Last Waltz                  | Rolul propriei persoane                     |                   |
| 1980 | Raging Bull                     | The Man who speaks with La Motta in the end |                   |
| 1980 | Il pap'occhio (by Renzo Arbore) | Regizorul TV                                |                   |
| 1983 | The King of Comedy              | Regizorul TV                                | Cameo             |
| 1985 | After Hours                     | Man with searchlight                        | Cameo             |
| 1986 | The Color of Money              | naratorul de la început                     | Necreditat        |
| 1986 | Round Midnight                  | R.W. Goodley                                |                   |
| 1990 | Dreams                          | Vincent van Gogh                            |                   |
| 1991 | Guilty by Suspicion             | Joe Lesser                                  |                   |
| 1992 | The Player                      | Rolul propriei persoane                     |                   |
| 1993 | The Age of Innocence            | Photographer                                | Cameo, necreditat |
| 1994 | Quiz Show                       | Martin Rittenhome                           |                   |
| 1999 | The Muse                        | Rolul propriei persoane                     |                   |
| 1999 | Bringing Out the Dead           | Dispatcher                                  |                   |
| 2002 | Gangs of New York               | Wealthy homeowner                           |                   |
| 2004 | The Aviator                     | Hell's Angel's projectionist                | Voce (necreditat) |
| 2004 | Shark Tale                      | Sykes                                       | Voce              |
| 2005 | Curb Your Enthusiasm            | Rolul propriei persoane                     |                   |
| 2008 | Shine a Light                   | Rolul propriei persoane                     |                   |
| 2008 | Entourage                       | Rolul propriei persoane                     |                   |
| 2011 | Hugo                            | Cameraman                                   |                   |
| 2012 | Martin Scorsese Eats a Cookie   | Rolul propriei persoane                     | Film scurt        |
| 2013 | One Direction: This Is Us       | Rolul propriei persoane                     | Cameo             |